# Rose Cabat
Rose Cabat (27 de junho de 1914 - 25 de janeiro de 2015) foi uma ceramista de estúdio americana, classificada como parte do movimento moderno de meados do século, mais conhecida por seus esmaltes inovadores em pequenos potes de porcelana chamados 'feelies', muitas vezes em a forma de cebolas e figos, e tigelas. Ela era a mais antiga artista de cerâmica com prática ativa nos Estados Unidos.

## Biografia
Cabat nasceu como Rose Katz em 1914 no Bronx e se casou com Ernest "Erni" Cabat em 1936. Ela começou a trabalhar com cerâmica em 1940, depois que seu marido trouxe para casa um pouco de argila de seu trabalho como assistente de Vally Wiselthier, uma ceramista art déco que fazia peças para a General Ceramics em Keasbey, Nova Jersey. Depois de ver suas peças preliminares, Erni deu a Rose uma assinatura na Greenwich House, onde ela aprendeu a usar uma roda de oleiro.
Pouco depois do nascimento de seu primeiro filho, George, descobriu-se que ele tinha asma intratável. O Cabat decidiu se mudar para o Arizona por volta de 1942 para aliviar sua condição. Durante a Segunda Guerra Mundial, Rose trabalhou como rebitador no Campo Aéreo do Exército Davis-Monthan, consertando aeronaves danificadas pela guerra.
Rose foi capaz de fazer cerâmicas primitivas com a argila extra que Erni conseguiu obter nas olarias. Ela fez algumas figuras em espiral até que Erni conseguiu converter uma máquina de lavar em roda de oleiro. Eventualmente, Erni pediu um kickwheel Randall, que Rose usou até o fim. Ela fazia cerâmica nas horas vagas, pois trabalhava em uma fábrica de munições durante a Segunda Guerra Mundial.

## Pós-Segunda Guerra Mundial
Depois da guerra, Rose continuou a fazer cerâmicas artesanais como sinos de vento, formas de animais e outras peças de commodities para ajudar no sustento da família, enquanto Erni trabalhava em Tucson como artista gráfico e publicitário. Erni escreveu vários livros infantis. Eles se tornaram amigos de artistas locais e ajudaram a fundar o Art Center, o precursor do Museu de Arte de Tucson. Os Cabats tiveram mais dois filhos, Mike e June.
Em 1956, os Cabats fizeram um curso de cálculo de esmalte na Universidade do Havaí e começaram o desenvolvimento de fórmulas de esmalte que mais tarde foram aplicadas às formas "sensíveis" que se tornaram as peças de assinatura de Rose Cabat. Por volta de 1960, Rose descobriu a forma básica do navio que se tornaria a base dos "sensuais". Ela criou um pote com um pescoço delicado e fechado, que não conseguia segurar nem um único caule ou caule delgado. Ela afirmou: "Um vaso pode conter ervas daninhas ou flores, mas não pode ser apenas um ponto de beleza?"
Em 1966, Rose Cabat começou a ser reconhecida como artista artesanal, com a exposição no Los Angeles County Museum, Craftsmen USA, onde expôs uma caçarola. Em 1973, seus sentimentos foram exibidos em Everyday Life in Early America como contrapartes contemporâneas dos pioneiros artesãos americanos. O Museu de Arte de Tucson emprestou um dos Feelies azul-esverdeados de Rose Cabat para a mansão do vice-presidente, Walter Mondale na época, para ser exibido na sala de estar junto com outras obras de arte.
Rose e Erni continuaram a produzir cerâmicas, incluindo aros e tigelas com seus esmaltes característicos. Enquanto Rose e Erni colaboravam nos moldes e outras formas de cerâmica, Erni dirigiu sua agência de publicidade em Tucson até os 62 anos de idade, quando sentiu que a família poderia ser sustentada com a renda dos "lenços" e outras cerâmicas, além de sua própria arte. Erni dirigia o negócio, pesava os componentes do esmalte, enquanto Rose fazia o artesanato e a arte. Todos os anos, no aniversário deles, Erni dava a Rose um quadro de presente com as duas ou de Rose. Em 1994, Rose ficou nervosa com a pintura de aniversário de Erni e, nos meses seguintes, escreveu instruções detalhadas de como cuidar do negócio e fazer as coisas. Em 9 de novembro de 1994, Erni morreu durante o sono, aos 80 anos.

## Últimos anos
Depois de 1994, Rose continuou a produzir sandálias e tigelas, apesar de sua mobilidade decrescente, com sua filha June administrando o negócio final das coisas. Rose Katz Cabat morreu em 25 de janeiro de 2015 aos 100 anos, sobreviveu de seus três filhos e parentes.

## Sensações
As sensações são descritas como cebola, figo, pepino e vasos de cerâmica em forma de pires que terminam em um pescoço fechado para cima. Bruce Block, um ávido colecionador, os descreveu como sensuais e táteis com uma textura inesquecível muito específica, espiritual parecendo conter um tipo de energia. Ela desenvolveu um esmalte acetinado e sedoso, e foi somente por volta de 1960 que ela encontrou a primeira das formas apropriadas, esbelta e elegante para combinar com o esmalte. Ela exclamou: "Agora, este é um sentimental", cunhando o termo.
Ela foi citada como tendo dito: "As coisas antigas não pareciam boas... Eu queria formas mais simples que combinassem com os esmaltes". Eles são tipicamente de forma globular, ajustando-se a um pescoço minúsculo vidrado em uma superfície de cetim. A experiência tátil é o mais importante.

### Contexto artístico e impacto
De acordo com David Rago, uma autoridade líder em móveis e cerâmicas modernas de meados do século, os sentimentos de Rose Cabat são o produto de uma visão pessoal especialmente refinada e acessível. Eles são acessíveis no preço, além de serem imediatamente apreciados pela maioria das pessoas, mas ao mesmo tempo, bonitos e profundos. "Ela se distinguiu por trazer beleza e habilidade para o reino do colecionador exigente com recursos médios".
Quando Rose Cabat começou a trabalhar com sentimentos na década de 1960, a cerâmica de estúdio americana ainda estava em sua infância. Seu trabalho no desenvolvimento de esmaltes e porcelanas de paredes finas delicadas impulsionou a cerâmica americana de uma forma silenciosamente profunda, em contraste com os Natzler e Peter Voulkos, cujas peças revolucionárias desafiadoras e ousadas trouxeram avanços em traços ousados. Em vez disso, seu trabalho é tranquilo e contemplativamente bonito, "agradável à vista". Ela é considerada uma herdeira do Movimento Arts and Crafts na América, que "trouxe a cerâmica americana da adolescência à idade adulta". "Enquanto algumas cerâmicas de estúdio modernas são intelectuais ou mesmo angustiadas, o trabalho de Rose Cabat... expressa pura alegria em seu design e decoração".